# Lookeba (Oklahoma)
Lookeba es un pueblo ubicado en el condado de Caddo en el estado estadounidense de Oklahoma. En el año 2010 tenía una población de 166 habitantes y una densidad poblacional de 237,14 personas por km².

## Geografía
Lookeba se encuentra ubicado en las coordenadas 35°21′44″N 98°22′00″O / 35.362351, -98.366553 (35.362351, -98.366553).

## Demografía
Según la Oficina del Censo en 2000 los ingresos medios por hogar en la localidad eran de $20,000 y los ingresos medios por familia eran $21,875. Los hombres tenían unos ingresos medios de $21,563 frente a los $25,000 para las mujeres. La renta per cápita para la localidad era de $7,791. Alrededor del 33.1% de la población estaban por debajo del umbral de pobreza.